# Barranco del Río (La Laguna)
El Barranco del Río, también conocido como Barranco del Tomadero o Barranco del Batán, es un barranco de la vertiente noroeste del macizo de Anaga, situado en la cuenca hidrográfica o valle del mismo nombre, en la isla de Tenerife —Canarias, España—.

## Toponimia
Su nombre alude a que en los meses de lluvia el caudal era tan grande que durante varios meses no se podía cruzar el cauce.

## Curso
El Barranco del Río nace en las cumbres boscosas de Anaga, en la zona conocida como Hoya de los Juncos cerca de la montaña Cruz de Taborno a 974 m s. n. m., y desemboca en la Playa de los Troches en la localidad de Punta del Hidalgo. Posee una longitud de 8.335 metros.
Tiene como principal afluente al Barranco Seco, con una longitud de 5827 metros y que se une al Barranco del Río cerca de su desembocadura. Otros barrancos tributarios de menor entidad son: Los Morales, Anube y El Tomadero.
En su paisaje destaca la elevación rocosa conocida como Roque de los Pinos, una formación fonolítica de interés por ser el único enclave de Anaga donde crecen pinos canarios —Pinus canariensis— silvestres. Asimismo, en el tramo medio del Barranco Seco se halla el antiguo Volcán de El Morro, con 100 mil años de años de antigüedad y que dio origen a la plataforma de Punta del Hidalgo.

## Aspectos humanos
Administrativamente pertenece al municipio de San Cristóbal de La Laguna, encontrándose protegido en todo su recorrido bajo el espacio natural del parque rural de Anaga.
En las laderas del valle se encuentran los caseríos de Los Batanes, Begía, Chinamada, El Río y Cabezo Toro.
Gracias al curso de agua casi permanente de este barranco se desarrolló desde el siglo xviii el cultivo e industria del lino en la zona. Asimismo, sus aguas han sido utilizadas para el desarrollo agrícola de Punta del Hidalgo y para abastecer a la ciudad de La Laguna.
Las laderas de la parte superior del valle se encuentran intensamente cultivadas con bancales dedicados a la viña.

### Caminos
El barranco posee caminos homologados para la práctica del excursionismo:
- Sendero PR TF-10 Cruz del Carmen - Punta del Hidalgo.
- Sendero PR TF-11 Cruz del Carmen - El Batán - Punta del Hidalgo.

## Galería

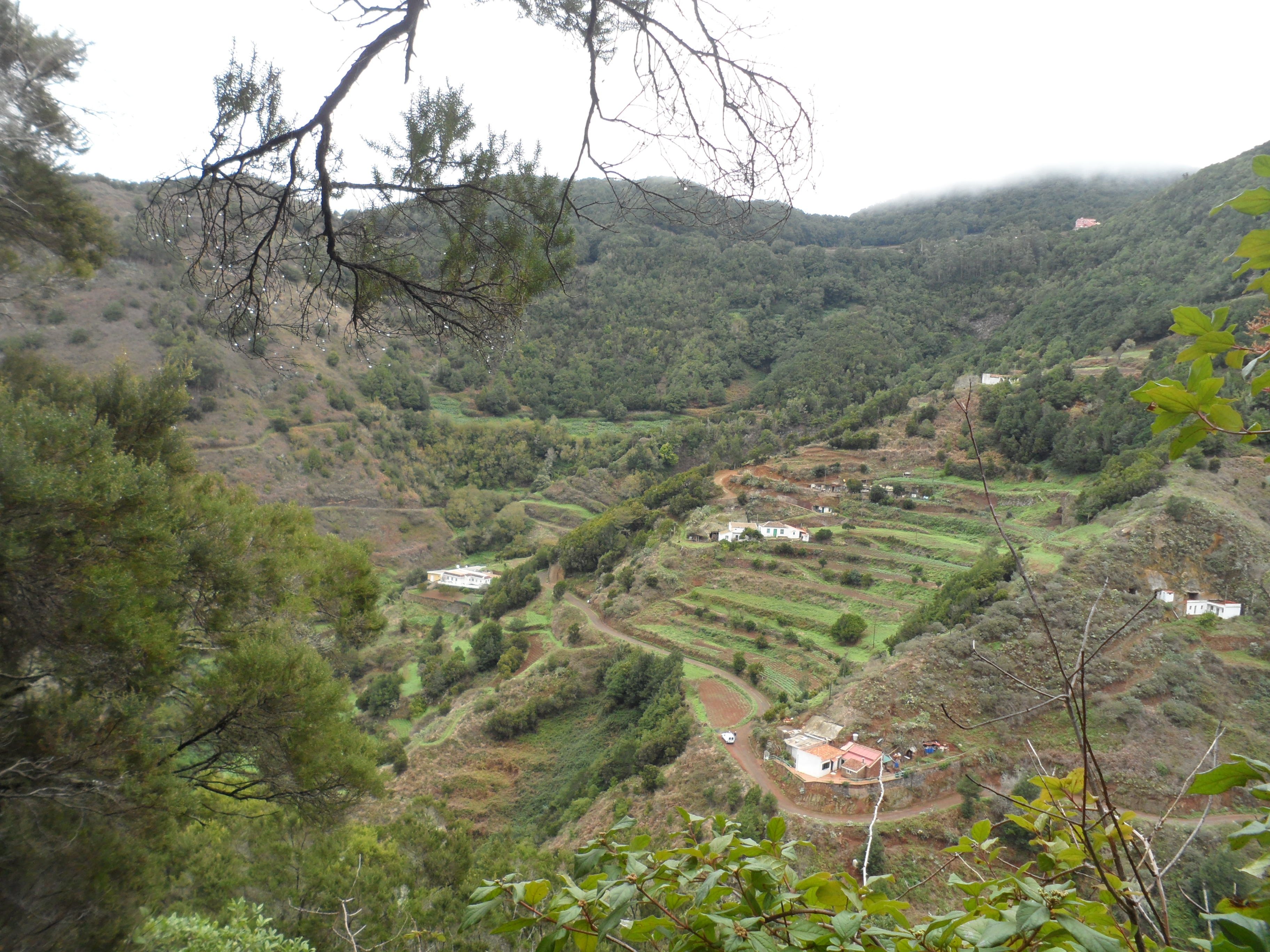
Nacimiento del Barranco del Río.
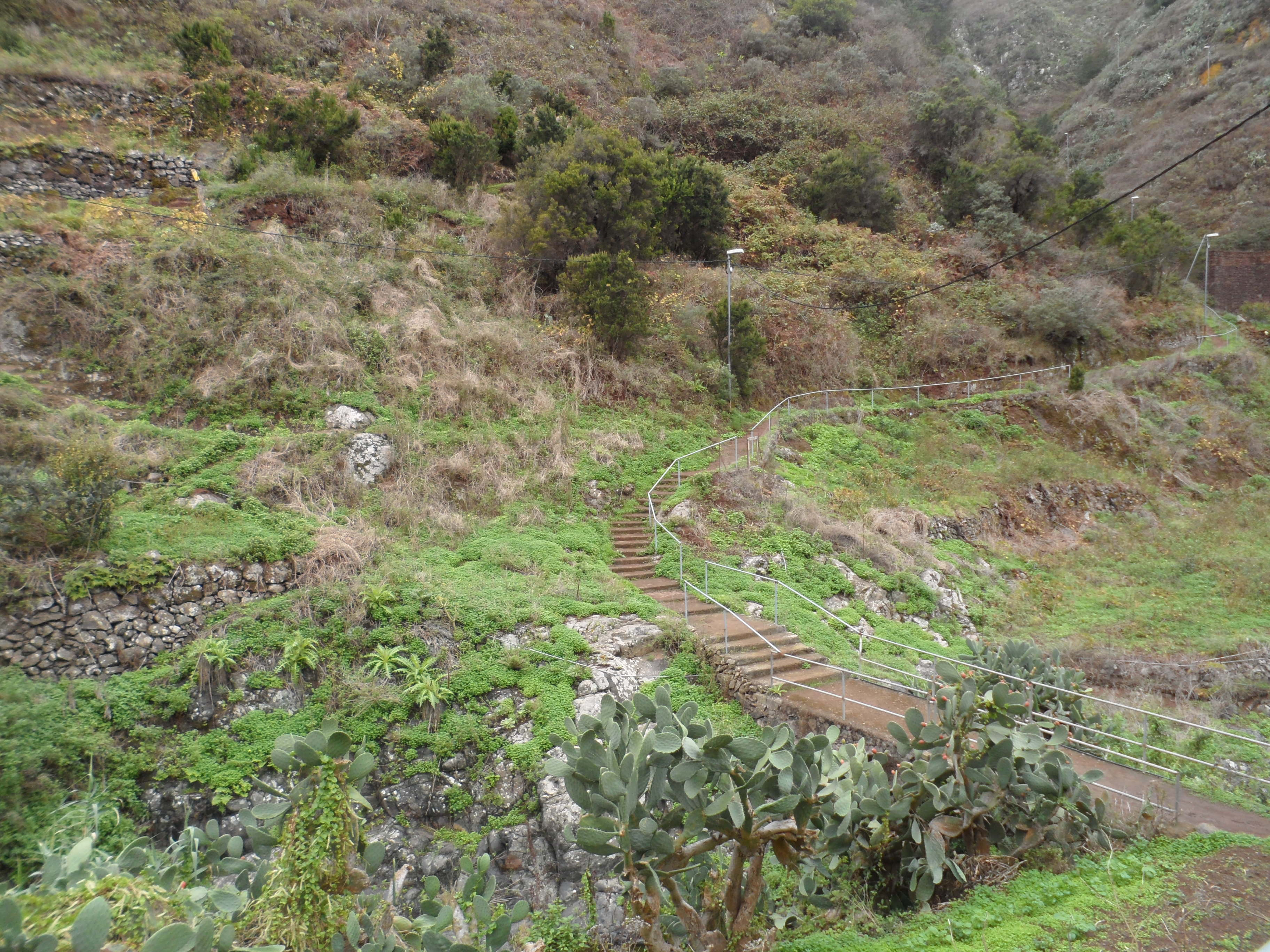
Puente que cruza el Barranco del Río a la altura del túnel de la Hoya El Durazno.
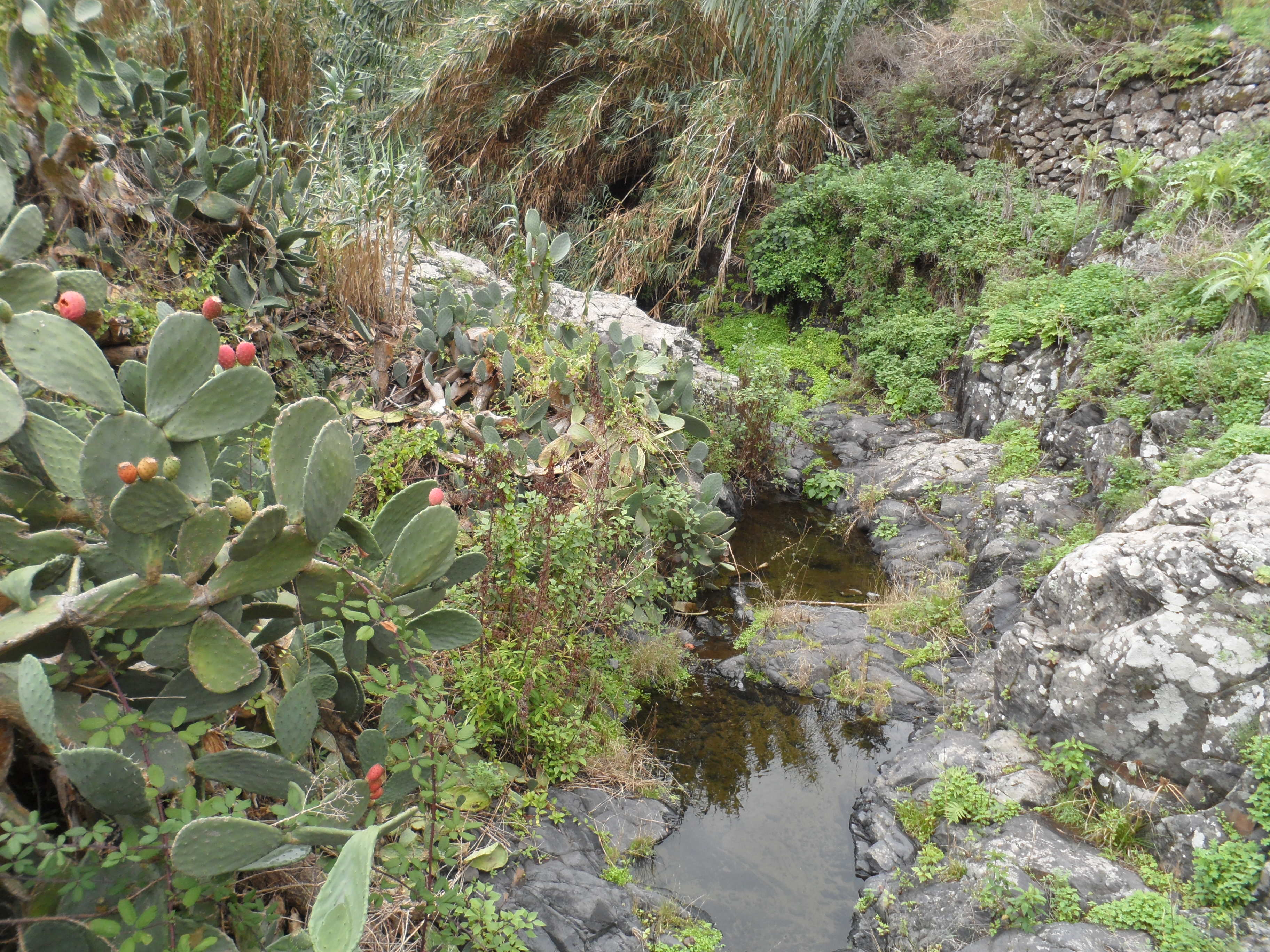
Parte del Barranco del Río que cruza El Batán.